# Adiaké
Adiaké è una città, sottoprefettura e comune della Costa d'Avorio, situata nella regione di Sud-Comoé. È capoluogo dell'omonimo dipartimento e conta una popolazione di 50 556 abitanti (censimento 2021).